# Towaoc
Towaoc è un centro abitato (census-designated place) degli Stati Uniti d'America, situato nella contea di Montezuma dello stato del Colorado. Nel censimento del 2010 la popolazione era di 1.087 abitanti.

## Geografia fisica
Secondo i rilevamenti dell'United States Census Bureau, Towaoc si estende su una superficie di 9,0 km².